# Бери Буј
Бери Буј (фр. Berry-Bouy) насеље је и општина у централној Француској у региону Центар (регион), у департману Шер која припада префектури Вјерзон.
По подацима из 2011. године у општини је живело 1.203 становника, а густина насељености је износила 38,97 становника/km². Општина се простире на површини од 30,87 km². Налази се на средњој надморској висини од 138 метара (максималној 162 m, а минималној 113 m).

## Демографија
| 1962. | 1968. | 1975. | 1982. | 1990. | 1999. | 2011. |
| ----- | ----- | ----- | ----- | ----- | ----- | ----- |
| 473   | 501   | 612   | 807   | 966   | 934   | 1.203 |

График промене броја становника у току последњих година